# Krikor Mekhitarian
Krikor Sevag Mekhitarian (em armênio: Գրիգոր Սեւակ Մխիթարեան; São Paulo, 15 de novembro de 1986) é um Grande Mestre brasileiro de Xadrez, atual terceiro colocado no ranking brasileiro de rating FIDE e jogador profissional da equipe FURIA. Krikor é bicampeão nacional de xadrez, tendo conquistado o título nas edições de 2012 e 2015. Já integrou a seleção brasileira por cinco vezes nas Olimpíadas de Xadrez e participou por duas vezes da Copa do Mundo de Xadrez. Em janeiro de 2022, sagrou-se campeão pela primeira vez do Floripa Chess Open 2022, na cidade de Florianópolis. 
Além de participação em torneios e competições oficiais de xadrez, Krikor também é presente em plataformas de streaming. Possui um canal no Youtube, com mais de 250 mil inscritos. Na plataforma Twitch, faz transmissões ao vivo jogando e narrando torneios de xadrez de alto nível, reunindo cerca de 130 mil seguidores. Krikor também é formado em administração pela Universidade Presbiteriana Mackenzie e é diretor de conteúdo de língua portuguesa no site Chess.com.
Com as peças brancas, Krikor costuma jogar a Abertura do Peão do Rei. Quando joga de negras, normalmente responde o lance 1.e4, com 1. ...c5, a Defesa Siciliana. Já nos casos onde o adversário faz o lance 1.d4, geralmente opta pela Defesa Grünfeld.

## Início de carreira e evolução
Krikor é descendente de uma família da Arménia, país com forte tradição no xadrez. Foi o seu pai, Krikor Stepan Mekhitarian, que lhe apresentou o jogo ainda na infância, por volta dos 6 anos de idade, em 1992. Depois de um período de aprendizado caseiro ao lado do pai, Krikor teve seu primeiro professor de xadrez aos 7 anos de idade. A sua primeira participação em uma competição escolar aconteceu aos 10 anos.
Depois, em 2000, quando já tinha 14 anos, Krikor viajou para a Armênia, onde passou por uma rotina de treinamentos que variava entre 5 ou 6 horas diárias. O foco do treino era em métodos de cálculo e diferentes posições de jogo, trazendo um entendimento maior do xadrez.
Durante o campeonato Continental de 2005, realizado em Buenos Aires, Krikor venceu o seu primeiro jogo contra um Grande Mestre, o cubano Reynaldo Vera González-Quevedo.
Em 2006, o jogador já havia conseguido se tornar Mestre Internacional de Xadrez. Sua trajetória para buscar o título seguinte, de Grande Mestre de Xadrez (GM), duraria cerca de quatro anos.
O primeiro passo foi ultrapassar a barreira dos 2500 de rating FIDE, feito conquistado em abril de 2008. Depois, foi em busca das três normas necessárias para reivindicar o título de GM. A primeira norma veio na fase final do Campeonato Brasileiro, em 2009, disputada na cidade de Americana, onde conquistou o terceiro lugar. A segunda norma foi obtida durante o Aberto La Laguna, em 2010, na Espanha.
A terceira e última norma veio no torneio Open de Eforie, na Romênia, também em 2010. Ele terminou a competição em sétimo lugar. Depois de 9 rodadas, Krikor seguia invicto, com 5 vitórias e 4 empates. Na partida seguinte, a penúltima da competição, o jogador enfrentou o GM italiano Daniele Vocaturo. Em um jogo tenso, chegou a obter uma boa vantagem, mas deixou escapar a vitória e o jogo terminou empatado. Mesmo com o resultado ruim nessa penúltima rodada, Krikor conseguiu o desempenho suficiente para alcançar a terceira norma.
O título de GM foi oficialmente confirmado pela FIDE no Conselho Presidencial do 3º Trimestre de 2010, que foi realizado de 23 a 26 de julho em Tromso, na Noruega.

## Participações em Olimpíadas e títulos de destaque
A primeira participação de Krikor nas Olimpíadas de Xadrez foi em 2010, em Khanty-Mansiisk, na Rússia, onde marcou 3,5 pontos do total de 8 que disputou, com 1 vitória, 5 empates e 2 derrotas. Na edição de 2012, na cidade de Istambul, na Turquia, anotou 3 pontos dos 6 possíveis, com 1 vitória, 4 empates e 1 derrota.
No ano de 2013, Krikor conseguiu vencer pela primeira vez o Campeonato Brasileiro de Xadrez (edição de 2012), que foi disputado na cidade de Monte Negro, de 25 de fevereiro a 06 de março daquele ano. Ele somou 8,5 pontos em 11 possíveis. Nas três primeiras rodadas, teve um desempenho ruim, com dois empates e uma derrota. Mas, da quarta rodada em diante, engatou uma boa sequência de sete vitórias e apenas um empate.
Em 2014, o enxadrista participou pela terceira vez das Olimpíadas de Xadrez, em Tromsø, na Noruega, onde obteve 6,5 pontos, com 5 vitórias, 3 empates e 2 derrotas.
Ainda em 2014, Krikor foi superado em uma partida contra o campeão mundial, Magnus Carlsen, durante o 13º Aberto Internacional Festa da Uva, no Rio Grande do Sul. Naquele torneio, o jogador brasileiro teve uma participação relevante, conquistando o vice-campeonato - atrás apenas do favorito Carlsen. Krikor fez 8 pontos de 9 possíveis e ficou apenas 0,5 ponto atrás do norueguês.
Em junho de 2015, após ter bom desempenho no aberto FAOGBA e na Copa Mercosul, Krikor teve um ganho de 18 pontos de rating FIDE, alcançando a seu auge de rating: 2589.
Em 2016, no Rio de Janeiro, o Krikor venceu novamente o Campeonato Brasileiro (edição 2015) de forma invicta, sagrando-se bicampeão do torneio, com 10 pontos do total de 11 disputados.
Também em 2016, as Olimpíadas de Xadrez foram disputadas no Azerbaijão. Krikor desistiu de participar da competição devido à inimizade histórica entre azeris e armênios. Assim, preferiu não viajar com a equipe brasileira como ato de repúdio à violência do governo do Azerbaijão contra os cidadãos da Armênia.
Krikor voltou a disputar as Olimpíadas em 2018, em Batumi, na Geórgia. Naquela competição, anotou 5,5 pontos de 8 possíveis, com 4 vitórias, 3 empates e 1 derrota. Em agosto de 2019, Krikor e outros cinco GMs brasileiros anunciaram que não participariam das Olimpíadas de 2020, que seriam realizadas em Khanty-Mansiysk, na Rússia, em decorrência de discordâncias com a Confederação Brasileira de Xadrez. A decisão foi anunciada em carta aberta. Em virtude da pandemia de COVID-19, as Olimpíadas não foram realizadas presencialmente. O torneio aconteceu de forma online. 
Em 2022, Krikor participou pela quinta vez das Olímpiadas de Xadrez, em Chennai, India, onde conquistou 7,5 pontos, com 7 vitórias, 1 empate e 3 derrotas jogando pelo terceiro tabuleiro. 

## Copas do Mundo de Xadrez e Outros Destaques
Em fevereiro de 2019, ao lado de outros jogadores profissionais do Brasil, como os GMs Rafael Leitão, Luis Paulo Supi, Evandro Barbosa, Felipe El Debs, entre outros, fundou a Associação Para o Xadrez Brasileiro (APX BR), com o objetivo de buscar melhorias para o esporte e ter um impacto positivo no xadrez brasileiro.
Ainda em 2019, após conseguir a segunda colocação no Torneio Zonal 2.4, em Guayaquil, no Equador, Krikor garantiu uma vaga para a Copa do Mundo de Xadrez daquele ano, vindo a ser eliminado pelo russo Dmitry Andreikin nos tie-breaks rápidos da primeira fase. Na primeira partida clássica, Krikor perdeu a oportunidade de conseguir uma posição ganha com o lance 31. Da7!, não tendo encontrado, caiu em uma posição equilibrada e a partida empatou.
Em maio de 2021, Krikor foi campeão do grupo 6 do Continental das Américas de 2021. Ao todo, ele jogou três matches na competição. Na primeira, venceu o Mestre Internacional German Della Morte, pelo placar de 2 a 0 nas partidas clássicas (com duas horas de duração para cada e incremento de 30 segundos). No segundo match, contra o Grande Mestre Lelys Stanley Martinez Duany, de Cuba, houve um empate de 1 a 1 nas partidas clássicas. No desempate, um novo placar de 1 a 1 nas partidas rápidas de 10 minutos. O confronto só foi decidido em uma partida Armagedon, onde Krikor garantiu a vitória jogando com as peças brancas.
No match final, nova vitória por 1,5 a 0,5 contra o MI cubano Dylan Isidro Berdayes Ason. Na primeira partida, Krikor jogou de brancas e escolheu a Abertura Ruy López. Após imprecisões do adversário, o jogador brasileiro encaixou uma boa sequência de avanços de peões e garantiu a vitória.
Na partida seguinte, Berdayes surpreendeu jogando o lance 1. d4 (o jogador normalmente opta pelo lance 1. e4). Krikor, por sua vez, optou por entrar na Defesa Nimzoíndia. O jogo foi equilibrado, com os dois jogadores fazendo os lances precisos na abertura e no meio jogo. Em momento crítico, Krikor encontrou uma boa sequência de lances, incluindo 22 ... Cxa2!!, mantendo a partida em condições de igualdade com o adversário. O jogo durou até o lance 83, quando o jogador cubano propôs o empate. Krikor terminou o Continental das Américas na 8º colocação geral.
Com o resultado no campeonato, Krikor garantiu uma vaga para a Copa do Mundo de Xadrez de 2021, nesta competição, venceu o primeiro match no desempate de rápidas contra o GM Juan Carlos González Zamora, vindo a ser eliminado na rodada seguinte contra o GM Shakhriyar Mamedyarov também nas partidas rápidas.
Em janeiro de 2022, sagrou-se campeão pela primeira vez do Floripa Chess Open 2022, na cidade de Florianópolis. No torneio, fez 8,5 pontos de 10 possíveis, com sete vitórias e três empates.
Em setembro de 2023 sagrou-se campeão do III Niterói Chess Open, realizado em Niterói com uma rodada de antecedência

## A imortal de Mekhitarian x Gattass
A partida mais bela de Krikor (então com 2448 de rating ELO) ocorreu em 24 de setembro de 2006, contra o gaúcho Allan Gattass, na Copa Itaú, em São Paulo.
- Mekhitarian x Gattass (2006), Abertura peão do rei contra a defesa siciliana; 1-0. Jogo presencial. Krikor jogou de brancas e sacrificou a dama, o bispo, o cavalo e dois peões. Krikor fez 99.5% de precisão na análise do chess.com contra 80.7% de Gattass.

## Principais resultados em torneios

###### Olimpíadas de Xadrez
| Ano  | Colocação                          | Torneio                       |
| ---- | ---------------------------------- | ----------------------------- |
| 2010 | 17º lugar com a Seleção Brasileira | Olimpíadas de Khanty-Mansiysk |
| 2012 | 58° com a seleção brasileira       | Olimpíadas de Istanbul        |
| 2014 | 22° com a Seleção Brasileira       | Olimpíada de Tromsø           |
| 2018 | 63° com a Seleção Brasileira       | Olimpíadas de Batumi          |
| 2022 | 21° com a Seleção Brasileira       | Olimpíadas de Chennai         |

###### Copa do Mundo
| Ano  | Colocação             | Torneio                                   |
| ---- | --------------------- | ----------------------------------------- |
| 2019 | Eliminado na Rodada 1 | Copa do Mundo em Khanty-Mansiysk (Rússia) |
| 2021 | Eliminado na Rodada 2 | Copa do Mundo em Sochi (Rússia)           |

###### Campeonatos internacionais
| Ano  | Colocação                                       | Torneio                      |
| ---- | ----------------------------------------------- | ---------------------------- |
| 2023 | Campeão                                         | III Niterói Chess Open       |
| 2022 | Campeão                                         | Floripa Chess Open           |
| 2021 | Campeão do grupo 6 8º colocado no ranking geral | Continental das Américas     |
| 2018 | Campeão                                         | Concórdia Open               |
| 2018 | Campeão                                         | Trindade Open                |
| 2014 | Vice-campeão                                    | Torneio Festa da Uva         |
| 2013 | Campeão                                         | 7th Varna International Open |
| 2012 | Campeão                                         | Schoenenwerd Open            |

###### Torneios nacionais e de categoria
| Ano         | Colocação | Torneio                             |
| ----------- | --------- | ----------------------------------- |
| 2012 e 2015 | Campeão   | Campeonato Brasileiro Absoluto      |
| 2009        | Campeão   | Campeonato Brasileiro Universitário |
| 2006 e 2008 | Campeão   | Campeonato Paulista Universitário   |
| 2004 e 2008 | Campeão   | Torneio Regional Sul                |
| 2007        | Campeão   | Memorial Capablanca Fortaleza       |
| 2007        | Campeão   | Taça BCX                            |
| 2003        | Campeão   | Campeonato Paulista sub-18          |
| 2000        | Campeão   | Campeonato Paulista sub-14          |